# Sonny Red
Pour les articles homonymes, voir Red.
Sonny Red, né Sylvester Kyner Jr. le 17 décembre 1932 à Détroit et mort le 20 mars 1981 dans la même ville) est un saxophoniste associé au mouvement hard bop. Il est notamment de l'écurie Blue Note.

## Discographie

### En tant que leader
- 1957: Two Altos (Regent, 1957) - album partagé avec Art Pepper
- 1959-60:  Out of the Blue (Blue Note)
- 1961: Breezing (Jazzland Records (1960))
- 1961: A Story Tale (Jazzland) - avec Clifford Jordan
- 1961: The Mode (Jazzland) - avec Grant Green et Barry Harris
- 1962: Images (Jazzland) - avec Grant Green et Barry Harris
- 1971:  Sonny Red (Mainstream Records)

### En tant que sideman
Avec Donald Byrd
- Mustang! (1967)
- Blackjack (1967)
- Slow Drag (1967)
- The Creeper (1967)

Avec Curtis Fuller
- New Trombone (Prestige, 1957)
- Curtis Fuller with Red Garland (New Jazz, 1957)
- Jazz ...It's Magic! (Regent, 1957)

Avec Bill Hardman
- Bill Hardman
- Saying Something

Avec Yusef Lateef
- The Blue Yusef Lateef (Atlantic, 1968)

Avec Pony Poindexter
- Pony's Express (Epic, 1962)

Avec Paul Quinichette
- On the Sunny Side (Prestige, 1957)

Avec Bobby Timmons
- Live at the Connecticut Jazz Party (Early Bird Records, 1964)

Avec Frank Wess
- Jazz Is Busting Out All Over (1957)